# Аанепада
Аанепада – цар (лугал) на Ур, в периода 2524 – 2484 г. пр.н.е. Син на Месанепада. Името му не е вписано в „Царския списък“, но се споменава в паметниците от това време. Аанепада стои в Тел-ел-Обейд знаменития храм на богинята-майка Ки (митология), което е потвърдено от намерената табличка от варовик. Аанепада е провеждал строителни работи и в Нипурския храм.
| I династия на Ур          |                                   |                         |
| Предшественик: Месанепада | цар на Ур ок. 2524 – 2484 пр.н.е. | Наследник: Мескиангнуна |